# Odocoileus
Genre
Odocoileus est un genre de cervidés de la sous-famille des Capreolinae

## Liste des espèces
Selon GBIF (2 novembre 2024) :
- Odocoileus hemionus (Rafinesque, 1817) - cerf hémione ou cerf mulet
- † Odocoileus laevicornis (Cope, 1896)
- † Odocoileus peruvianus (Gray)
- † Odocoileus salinae Frick, 1937
- † Odocoileus sellardsiae Hay, 1917
- Odocoileus speleus Rafinesque, 1832
- Odocoileus virginianus (Zimmermann, 1780) - cerf de Virginie

## Systématique
Le nom valide complet (avec auteur) de ce taxon est Odocoileus Rafinesque, 1832.